# Casa de las Monjas (Málaga)
La Casa de Las Monjas, en Málaga, es obra de singular importancia dentro de la arquitectura doméstica malagueña de los siglos XVII y XVIII. Además, este inmueble es una de las edificaciones más representativas del barrio de El Perchel, por su vinculación histórica, cultural y religiosa. En dicha casa, la Congregación del Rosario de la Aurora construyó un camarín o capilla a principios del siglo XVIII, de gran interés artístico, especialmente por su rica decoración de yeserías. Posteriormente, dicho inmueble fue sede del convento de Religiosas Dominicas de la Divina Providencia. 

## Descripción
El inmueble se encuentra ubicado en la manzana comprendida entre las calles Priego, Pulidero, La Puente y Mármoles y su estructura es muy irregular, como consecuencia de una historia azarosa, donde las adiciones al núcleo original y los distintos usos del inmueble han ido dejando su huella. A la primitiva Capilla de la Congregación del Rosario de la Aurora le siguió su conversión en convento de Religiosas Dominicas de la Divina Providencia, lo cual supuso, en la primera mitad del siglo XVIII, su ampliación a costa de algunas casas vecinas; una vez abandonado el inmueble por estas religiosas, el conjunto pasó a manos de particulares, quienes desde fines del siglo XVIII hasta el siglo XX lo destinaron a usos tan variados como casa de vecinos, almacén y hostería.
La fachada de la casa principal se corresponde con el núm. 26 de la calle La Puente. Presenta un vano de acceso adintelado, enmarcado por pilastras y rematado por un frontón recto. Existe también otro acceso de menor importancia, consecuencia de los usos secundarios del inmueble. Ya en el siguiente piso destacan los tres vanos que se abren en él ventana, balcón y ventana con reja entera en voladizo. Separado por medio de una línea de imposta de éste, se encuentra el último piso de la edificación, con cuatro ventanas rectangulares. Debe destacarse que, en dicha fachada aparecen restos de pintura mural con motivos geométricos y arquitectónicos pese al estado de deterioro que presentan, es posible datarlas a mitad del siglo XVIII.
Por lo que respecta a la fachada que se corresponde al núm. 28 de la misma calle, y que define la esquina con la calle Pulidero, hay que indicar su menor importancia lo cual nos permite vincularla a las adiciones del caserío colindante llevadas a cabo por las Religiosas Dominicas a mediados del siglo XVIII. No encontramos en ella un acceso principal tan evidente como en la fachada anterior ya que en el cuerpo bajo existen hasta tres puertas de entrada, de desigual altura, y que en la actualidad se presenta cegada una de ellas. En cuanto a los dos cuerpos restantes, podemos indicar su semejanza con los de la «casa principal». No obstante, el distinto origen de las edificaciones provoca notables diferencias entre ambas fachadas, pese a la cubierta unitaria de tejado a dos aguas.
En el interior, el elemento más notable es, dado el deterioro de la casa, la Capilla o Camarín de la Congregación del Rosario de la Aurora. Se trata de una obra de planta octogonal de principios del siglo XVIII, cuyo volumen destaca del resto del inmueble. Al exterior, el elemento más llamativo es su cubierta piramidal, decorada con tejas de cerámica vidriada. Por lo que respecta al ámbito interior, debemos destacar la cúpula semiesférica, cuyos nervios y gajos están profusamente decorados por yeserías con motivos vegetales, angelillos y otros elementos extraídos de la iconografía mariana. Estas decoraciones también enmarcan los vanos adintelados que aparecen en cada uno de los lados de la capilla, y que en la actualidad se encuentran cegados. Entorno afectado 